# يوهانا كونيغ
يوهانا كونيغ (بالألمانية: Johanna König)‏ هي ممثلة ألمانية، ولدت في 27 مارس 1921 بدرسدن في ألمانيا، وتوفيت في 3 مارس 2009 ببرلين في ألمانيا.

## وصلات خارجية
- يوهانا كونيغ على موقع IMDb (الإنجليزية)
- يوهانا كونيغ على موقع ألو سيني (الفرنسية)
- يوهانا كونيغ على موقع قاعدة بيانات الفيلم (الإنجليزية)
- يوهانا كونيغ على موقع كينوبويسك (الروسية)